# الحزب الديمقراطي (تركيا)
الحزب الديمقراطي (باللغة التركية: Demokrat Parti, DP) حزب سياسي قومي يميني محافظ تركي، أسسه سليمان ديميريل عام 1983 تحت اسم حزب الطريق القويم ثم تغير لاحقاً إلى اسمه الحالي. حصل الحزب على 6% من الأصوات في الانتخابات التركية العامة 2007.

## وصلات خارجية
- موقع الحزب الرسمي